# Kövek az útról
A Kövek az útról Földes László bluesénekes nyolcadik nagylemeze, amely 1997-ben jelent meg. A lemez címe és a dalok a brit The Rolling Stones együttestől származnak, de magyarul, Földes fordításában.

## Számlista
Az összes szám szerzője Mick Jagger, Keith Richards és Andrew Loog Oldham. 
| 1.    | Adj menedéket!                           | 6:04 |
| 2.    | Lady Jane – Ahogy felszáradnak a könnyek | 6:22 |
| 3.    | Éjféli csavargó                          | 7:02 |
| 4.    | Fesd feketére                            | 3:32 |
| 5.    | Sztárfaló                                | 3:31 |
| 6.    | Nincs több gyengéd suttogás              | 5:27 |
| 7.    | Dobókocka                                | 4:10 |
| 8.    | Mindent nem kaphatsz meg, ami kell       | 8:24 |
| 9.    | Rolling Stones blues '97                 | 3:50 |
| 47:02 |                                          |      |

## Közreműködők
- Földes László – ének
- Csepregi Gyula – szaxofon
- Dióssy D. Ákos – zongora
- Fenyő Katalin – hegedű
- Ferenczy György – szájharmonika
- Fuchs László – zongora
- Gyenge Lajos – dob
- Janza Kata – vokál
- Lerch István – zongora
- Keresztes Ildikó – ének (Adj menedéket!)
- Marosi János – nagybőgő
- Marosi Zoltán – zongora
- Mártha István – szintetizátor
- Müller Anna – vokál
- Pribil György – gitár
- Solti János – dob
- Tátrai Tibor – gitár
- Tomsits Rudolf – trombita
- Tóth János Rudolf – gitár, vokál
- Zsoldos Tamás – basszusgitár
- Tóth János Rudolf – zenei vezető
- Kölcsényi Attila, Tom-Tom stúdió – hangmérnök
- Sebők Péter – fotó, grafika

## Toplista
| Toplista (1997)                        | Helyezés |
| -------------------------------------- | -------- |
| MAHASZ Top 40 album- és válogatáslemez | 30       |

## Külső hivatkozások
- Hivatalos oldal